# Estat elèctric
Estat elèctric (títol original en anglès, The Electric State) és una pel·lícula d'aventures i ciència-ficció dirigida per Anthony i Joe Russo i escrita per Christopher Markus i Stephen McFeely, inspirada en la novel·la gràfica del mateix nom de Simon Stålenhag. La pel·lícula compta amb un repartiment que inclou Millie Bobby Brown, Chris Pratt, Ke Huy Quan, Jason Alexander, Woody Harrelson, Anthony Mackie, Brian Cox, Jenny Slate, Giancarlo Esposito i Stanley Tucci. S'ha doblat i subtitulat al català.
Es va estrenar a Netflix el 14 de març de 2025.

## Premissa
Ambientada en un 1994 alternatiu, un robot s'acosta a una noia que diu conèixer el seu germà desaparegut i, amb ell, es proposa trobar-lo.

## Repartiment
- Millie Bobby Brown com a Michelle
- Chris Pratt com a Keats
- Ke Huy Quan com a Dr. Amherst
- Stanley Tucci com a Ethan Skate
- Woody Norman com a Christopher, germà de la Michelle
- Martin Klebba com a Herman
- Giancarlo Esposito com a Coronel Marshall Bradbury

- Jason Alexander com a Ted
- Woody Harrelson com a Mr. Peanut
- Anthony Mackie com a Herman
- Brian Cox com a Popfly
- Jenny Slate com a Penny Pal
- Alan Tudyk com a Cosmo
- Billy Bob Thornton
- Hank Azaria com a Perplexo
- Colman Domingo com a Wolfe
- Rob Gronkowski com a Blitz
- Billy Gardell com a Garbage Bot